# European Football League 2002
Die European Football League 2002 war die 16. Austragung des bedeutendsten Wettbewerb für American-Football-Vereinsmannschaften auf europäischer Ebene. Neben der EFL wurde im Jahr 2002 auch erstmals der EFAF Cup ausgetragen. Dieser Wettbewerb wurde geschaffen, um das mögliche Teilnehmerfeld an europäischen Wettbewerben zu vergrößern. Von der sportlichen Bedeutung her ist der EFAF Cup hinter der EFL eingeordnet. Im Eurobowl schlugen die Titelverteidiger Bergamo Lions die Braunschweig Lions mit 27:20 und feierten ihren dritten Eurobowlsieg in Folge vor 8.741 Zuschauern im Eintracht-Stadion.

## Modus
In der Saison 2002 wurde eine Qualifikationsphase in vier Divisionen ausgespielt. Der Modus innerhalb der Divisionen war unterschiedlich. Jede Division ermittelte zwei Teams, die dann im Viertelfinale gegeneinander antraten. Somit stellte jede Division einen Halbfinalteilnehmer.

## Qualifikationsrunde

### Division 1
In der Division 1 waren nur zwei Mannschaften gesetzt, die dadurch automatisch das Viertelfinale erreichten.
- Seinäjoki Crocodiles
- Tyreso Royal Crowns

### Division 2
In der Division 2 waren die Braunschweig Lions für das Viertelfinale gesetzt. Der zweite Platz für das Viertelfinale wurde unter fünf Teams in drei Play-off-Runden ausgespielt. Hierbei setzten sich die Donetsk Scythians durch.
- Braunschweig Lions
- Donetsk Scythians
- Kiev Slavs
- Kishinev Barbarians
- Moskau Bears
- Moscow Patriots

| Heim       | Ergebnis | Gast                |
| ---------- | -------- | ------------------- |
| Kiev Slavs | 59:0     | Kishinev Barbarians |

| Datum     | Kickoff | Heim              | Ergebnis                          | Gast              | Stadion                  |
| --------- | ------- | ----------------- | --------------------------------- | ----------------- | ------------------------ |
|           |         | Donetsk Scythians | 21:21                             | Moscow Patriots   |                          |
|           |         | Moscow Patriots   | 9:10 Bericht                      | Donetsk Scythians |                          |
| 14. April | 15:00   | Kiev Slavs        | 13:7 (6:0, 7:0, 0:0, 0:7) Bericht | Moskau Bears      | Olimpiysky stadium, Kiev |
|           |         | Moskau Bears      | 15:17                             | Kiev Slavs        |                          |

| Datum     | Kickoff | Heim              | Ergebnis     | Gast              | Stadion                    |
| --------- | ------- | ----------------- | ------------ | ----------------- | -------------------------- |
| 27. April | 16:00   | Donetsk Scythians | 27:7 Bericht | Kiev Slavs        | Kirovets Stadium, Donetsk, |
|           |         | Kiev Slavs        | 6:20         | Donetsk Scythians |                            |

### Division 3
In der Division 3 setzten sich die Aix-en-Provence Argonautes und Bergamo Lions durch.
- Aix-en-Provence Argonautes
- Bergamo Lions
- Madrid Osos
- Saragossa Lions

| Datum     | Kickoff | Heim                       | Ergebnis                                | Gast                       | Stadion                                        |
| --------- | ------- | -------------------------- | --------------------------------------- | -------------------------- | ---------------------------------------------- |
|           |         | Saragossa Lions            | 6:47 Bericht                            | Aix-en-Provence Argonautes |                                                |
| 24. März  |         | Aix-en-Provence Argonautes | 62:22 (20:0, 14:0, 14:14, 14:8) Bericht | Saragossa Lions            |                                                |
| 23. März  | 18:00   | Madrid Osos                | 6:35 (0:12, 0:14, 0:0, 6:0) Bericht     | Bergamo Lions              | Estadio Cerro del Telégrafo, Rivas Vaciamadrid |
| 13. April |         | Bergamo Lions              | 53:0 (26:0, 0:0, 6:0, 21:0) Bericht     | Madrid Osos                | Bergamo                                        |

### Division 4
Im Gegensatz zu den drei anderen Gruppen spielte die Division 4 im System jeder gegen jeden. Dabei trugen nur Prag gegen Wien und Ancona gegen Innsbruck jeweils ein Hin- und Rückspiel aus. Die anderen Begegnungen wurden nur einfach ausgetragen,
so dass jedes Team auf vier Spiele kam.
| Datum     | Heim                    | Ergebnis                               | Gast                    | Stadion                  |
| --------- | ----------------------- | -------------------------------------- | ----------------------- | ------------------------ |
|           | Ancona Dolphins         | 28:20 Bericht                          | Tyrolean Raiders        |                          |
|           | Ancona Dolphins         | 21:14 (0:0, 14:0, 7:7, 0:7) Bericht    | Prag Panthers           |                          |
| 13. April | Tyrolean Raiders        | 0:49 (0:14, 0:14, 0:14, 0:7) Bericht   | Chrysler Vikings Vienna | Tivoli W1, Innsbruck     |
| 21. April | Prag Panthers           | 30:35 (7:7, 10:14, 7:14, 6:0) Bericht  | Chrysler Vikings Vienna |                          |
| 27. April | Tyrolean Raiders        | 20:54 (0:7, 7:26, 6:7, 7:14) Bericht   | Prag Panthers           | Tivoli W1, Innsbruck     |
| 28. April | Chrysler Vikings Vienna | 53:0 (16:0, 10:0, 14:0, 13:0) Bericht  | Ancona Dolphins         | Stadion Hohe Warte, Wien |
| 5. Mai    | Chrysler Vikings Vienna | 55:27 (21:10, 6:9, 14:8, 14:0) Bericht | Prag Panthers           | Stadion Hohe Warte, Wien |
| 11. Mai   | Tyrolean Raiders        | 40:56 (7:7, 7:13, 14:27, 12:9) Bericht | Ancona Dolphins         | Tivoli W1, Innsbruck     |

|    | Verein                  | Sp | TD      | Diff. | Punkte |
| -- | ----------------------- | -- | ------- | ----- | ------ |
| 1. | Chrysler Vikings Vienna | 4  | 192:570 | +135  | 8:0    |
| 2. | Ancona Dolphins         | 4  | 105:127 | −22   | 6:2    |
| 3. | Prague Panthers         | 4  | 125:131 | −6    | 2:6    |
| 4. | Tyrolean Raiders        | 4  | 080:187 | −107  | 0:8    |

## Play-offs

### Viertelfinale
Die Viertelfinalpartien wurden jeweils zwischen den beiden Qualifikanten der vier Vorrunden-Divisionen ausgetragen.
| Datum   | Kickoff | Heim                    | Ergebnis                             | Gast                       | Stadion                     |
| ------- | ------- | ----------------------- | ------------------------------------ | -------------------------- | --------------------------- |
| 18. Mai | 14:00   | Tyreso Royal Crowns     | 7:30 (0:0, 0:3, 7:6, 0:21) Bericht   | Seinäjoki Crocodiles       | Bollmoravallen              |
| 25. Mai | 16:00   | Seinäjoki Crocodiles    | 20:0 (0:0, 6:0, 14:0, 0:0) Bericht   | Tyreso Royal Crowns        | Keskusurheilukenttä         |
| 19. Mai | 18:00   | Braunschweig Lions      | 51:0 (14:0, 15:0, 22:0, 0:0) Bericht | Donetsk Scythians          | Stadion Hamburger Straße    |
| 25. Mai | 14:30   | Donetsk Scythians       | 7:70 Bericht                         | Braunschweig Lions         | Stadium NAU, Kiev           |
| 26. Mai | 15:30   | Bergamo Lions           | 28:13 Bericht                        | Aix-en-Provence Argonautes | Osio Sotto Stadium, Bergamo |
| 26. Mai | 15:00   | Chrysler Vikings Vienna | 42:7 (0:7, 0:28, 7:0, 0:7) Bericht   | Ancona Dolphins            | Hohe Warte, Wien            |

|  | Halbfinale  | Halbfinale           | Halbfinale |  |  | Eurobowl XVI – Braunschweig | Eurobowl XVI – Braunschweig | Eurobowl XVI – Braunschweig |
|  |             |                      |            |  |  |                             |                             |                             |
|  |             |                      |            |  |  |                             |                             |                             |
|  | Deutschland | Braunschweig Lions   | 15         |  |  |                             |                             |                             |
|  | Finnland    | Seinäjoki Crocodiles | 7          |  |  |                             |                             |                             |
|  |             |                      |            |  |  | Deutschland                 | Braunschweig Lions          | 20                          |
|  |             |                      |            |  |  | Italien                     | Bergamo Lions               | 27                          |
|  | Osterreich  | Vienna Vikings       | 14         |  |  |                             |                             |                             |
|  | Italien     | Bergamo Lions        | 40         |  |  |                             |                             |                             |
|  |             |                      |            |  |  |                             |                             |                             |

### Halbfinale
|                                   |                                 |  |                    |                          |                      |  |                                          |
|                                   | Braunschweig 15. Juni 18:00 Uhr |  | Braunschweig Lions | \| \| 15 : 7 \| \| \| \| | Seinäjoki Crocodiles |  | Stadion Hamburger Straße Zuschauer: 5630 |
| (0:7, 3:0, 6:0, 6:0) Spielbericht | Braunschweig 15. Juni 18:00 Uhr |  | Braunschweig Lions |                          | Seinäjoki Crocodiles |  | Stadion Hamburger Straße Zuschauer: 5630 |
|                                   | 15 : 7                          |  |                    |                          |                      |  |                                          |
|                                   |                                 |  |                    |                          |                      |  |                                          |

|                                     |                     |  |                         |                           |               |  |                                    |
|                                     | Wien 16. Juni 15:00 |  | Chrysler Vikings Vienna | \| \| 14 : 40 \| \| \| \| | Bergamo Lions |  | Stadion Hohe Warte Zuschauer: 5000 |
| (0:6, 0:14, 7:20, 7:0) Spielbericht | Wien 16. Juni 15:00 |  | Chrysler Vikings Vienna |                           | Bergamo Lions |  | Stadion Hohe Warte Zuschauer: 5000 |
|                                     | 14 : 40             |  |                         |                           |               |  |                                    |
|                                     |                     |  |                         |                           |               |  |                                    |

## Eurobowl
|                                    |                      |  |                    |                           |               |  |                                                  |
|                                    | Braunschweig 6. Juli |  | Braunschweig Lions | \| \| 20 : 27 \| \| \| \| | Bergamo Lions |  | Stadion an der Hamburger Straße Zuschauer: 8.970 |
| (0:0, 6:13, 7:7, 7:7) Spielbericht | Braunschweig 6. Juli |  | Braunschweig Lions |                           | Bergamo Lions |  | Stadion an der Hamburger Straße Zuschauer: 8.970 |
|                                    | 20 : 27              |  |                    |                           |               |  |                                                  |
|                                    |                      |  |                    |                           |               |  |                                                  |